# ألكسندر شوريلين
ألكسندر شوريلين (بالروسية: Александр Анатольевич Чурилин؛ 26 أكتوبر 1946 - 15 أبريل 2021) دبلوماسي سوفييتي وروسي. شغل مناصب دبلوماسية مختلفة من عام 1970 فصاعدًا، وكان سفيراً لروسيا في رومانيا بين عامي 2006 و2011.

## الحياة المهنية
ولد شوريلين في 26 أكتوبر 1946 في موسكو، التي كانت آنذاك جزءًا من جمهورية روسيا الاتحادية الاشتراكية السوفياتية، في الاتحاد السوفيتي. درس في معهد موسكو الحكومي للعلاقات الدولية، وتخرج عام 1970، والتحق بالسلك الدبلوماسي. بالإضافة إلى لغته الأم الروسية، كان يتحدث السويدية والإنجليزية.
قضت خدمة شوريلين المبكرة في شغل مناصب دبلوماسية مختلفة في الاتحاد السوفيتي، ثم وزارة الخارجية الروسية، وفي البعثات الخارجية للوزارة والسفارات في الخارج. تضمنت مناصبه الخارجية مناصب في السفارة السوفيتية في زامبيا بين عامي 1970 و1974، والولايات المتحدة كمستشار أول في القضايا العسكرية والسياسية بين عامي 1989 و1995، والدنمارك كوزير - مستشار بين عامي 1998 و2002. بين عامي 1974 و1987 كان يعمل في الوزارة المركزية كجزء من علاقات الولايات المتحدة وكندا. كان قد تم تعيينه في الرتبة الدبلوماسية لمبعوث فوق العادة ومفوض من الدرجة الثانية في 25 ديسمبر 2000 خلال فترة وجوده في الدنمارك.
في فبراير 2003 أصبح شوريلين مديرًا لقسم الوثائق التاريخية والوثائقية بالوزارة، ثم في يونيو 2006 تم تعيينه سفيراً لروسيا في رومانيا. تمت ترقيته إلى رتبة مبعوث فوق العادة ومفوض من الدرجة الأولى في 18 أبريل 2005. شغل منصب سفير حتى تقاعده عام 2011. تمت ترقيته إلى رتبة سفير فوق العادة ومفوض قبل ذلك بوقت قصير في 13 سبتمبر 2010. بعد تقاعده واصل علاقته بوزارة الخارجية، ومنذ عام 2018 شارك في أعمال التفتيش، وترأس بشكل متكرر عمليات التفتيش على أقسام المكتب المركزي والبعثات الخارجية ومكاتب التمثيل الإقليمية.
توفي شوريلين في 15 أبريل 2021. وصفه نعيه من قبل وزارة الخارجية الروسية بأنه «متميز بالمهنية والاجتهاد والموقف المسؤول تجاه العمل المكلف به والتواضع والاستجابة في العلاقات مع الزملاء». كان متزوجًا ولديه ابنة.